# Eden, Idaho
Eden är en ort i Jerome County i delstaten Idaho, USA.